# Cattedrale di Costanza
L'ex cattedrale di Nostra Signora o ex cattedrale di Costanza (in tedesco Konstanzer Münster) è la maggiore chiesa cattolica di Costanza e in passato fu cattedrale della soppressa diocesi di Costanza.

## Storia
Fu costruita a partire dal VII secolo, al tempo della creazione della sede episcopale, mentre la prima menzione dell'edificio risale al 780. La chiesa fu cattedrale per dodici secoli e accolse il Concilio di Costanza (1414-1418) che vide anche l'elezione di papa Martino V. Dalla soppressione della diocesi nel 1821, la cattedrale è divenuta chiesa parrocchiale.

## Descrizione
Tra le opere artistiche presenti nella chiesa si può menzionare il rilievo Compianto di Cristo (1614), realizzato dallo scultore Hans Morinck.